# Jours de la Nuit

Logo des Nuits sans lumière.

Les Jours de la Nuit est un projet visant à faire redécouvrir la nuit sous toutes ses dimensions : environnementale, sensorielle, culturelle et touristique. Il s'inscrit dans une démarche citoyenne et innovante, en phase avec les enjeux de transition écologique et de valorisation du patrimoine naturel réunionnais.
Jusqu'en 2019, le projet Nuits sans Lumière (lancé en 2009) était piloté conjointement avec la Société d'études ornithologiques de La Réunion et le Conseil de la culture, de l'éducation et de l'environnement.
Le projet consistait à réduire l'éclairage public partout dans l'île de l'océan Indien pour y diminuer la pollution lumineuse et éviter l'échouage des pétrels de Barau, oiseaux marins endémiques qui prennent alors leur envol.
Depuis 2020, le Parc national de La Réunion et ses partenaires ont adopté une nouvelle approche : l’environnement nocturne. Cette nouvelle approche repose sur un travail à l’année avec l’ensemble des acteurs du territoire pour ajuster l’éclairage aux besoins réels des habitants et de la nature.
Un travail de connaissance des environnements nocturnes de l’île est mené pour informer et encourager l’action du tout public, toute l’année. 
Grâce à sa stratégie d’acquisition de connaissance, le programme des Jours de la Nuit bénéficie d’une vision localisée de la pression lumineuse et des besoins en éclairage de la population à l’échelle de l’île, de quartiers ou de rues. Ces connaissances fines facilitent une sensibilisation et une mobilisation adaptées de tous ceux qui éteignent et allument la lumière : collectivités publiques, entreprises et habitants.
C’est là, toute l’innovation du Programme « Les Jours de la Nuit » qui cherche à concilier préoccupations écologiques et considérations socio-culturelles afin d’atteindre un éclairage raisonné et pragmatique à La Réunion.